# 기원전 660년
기원전 660년은 로마력의 율리우스력 이전 로마력 연도이다. 로마 제국에서는 로마 건국 원년 94년으로 알려졌다. 이 연도에 대한 기원전 660년이라는 명칭은 서력 기원 기년법이 유럽에서 연도를 명명하는 주요 방법이 된 중세 초기부터 사용되었다.

## 사건
- 서기 774년/775년에 감지된 사건과 유사한 극심한 태양 입자 현상[1][2]
- 2월 11일 - 진무 천황의 즉위일. 일본서기의 날짜를 기준으로 계산된 진무 천황 즉위기원에서 변환되었다.

## 사망
- 진나라의 통치자 진 성공